# Аксьоново (Щолковський міський округ)
Аксьо́ново (рос. Аксёново) — присілок у складі Щолковського міського округу Московської області, Росія.

## Населення
Населення — 161 особа (2010; 116 у 2002).
Національний склад (станом на 2002 рік):
- росіяни — 95 %